# Cityradion
Cityradion är en reklamfinansierad radiostation i Karlskoga/Degerfors, som ägs av bolaget MediaCity. Värmlandsredaktionen ger även ut månadstidningen Noll-586/550, vilket är en gratistidning som delas ut till alla hushåll i Karlskoga, Degerfors och Kristinehamn. Cityradion har tidigare funnits även i Gävle och Åre.

## Historik
År 1979 grundades stationen i Stockholm undernamnet Pirate Radio City. 1984 namnändrades stationen till att heta Radio FMAK för att sedan ta namnet Cityradion 1991. Åren 2000–2001 samarbetade man med SBS ägda Radio City och man gick då under samman namn. År 2002 bröts detta samarbete och stationen återgick till sitt gamla namn.
År 2006 "lämnade" Cityradion i Gävle nätverket, men sände ytterligare en tid med namnet Cityradion, fast med annan logga och annan webbadress. Stationen, med frekvensen 102,7 MHz, har därefter övergått till Radio Gävle.
År 2007 lades Cityradion i Åre ner. Under 2009 gick stationen i Södra Dalarna i konkurs och under 2010 gick Cityradion Åre i konkurs.

## Frekvenser
- Karlskoga  97,0
- Degerfors  103,8